# Lynchpartij in Rio Bravo in 2015
Op 13 mei 2015 werd een zestienjarig meisje gelyncht in Río Bravo, Guatemala, nadat zij ervan werd beschuldigd betrokken te zijn geweest bij de moord op een taxichauffeur eerder die maand. Het meisje werd gemolesteerd door een menigte van ruim 100 mensen, met benzine overgoten, en vervolgens levend verbrand. Nadat het vuur begon te doven werd ze opnieuw overgoten met brandstof, waardoor het vuur opnieuw aangewakkerd werd. De deelnemers aan de lynchpartij zijn niet geïdentificeerd. Deze mensen zijn nooit bestraft of wettelijk veroordeeld. 